# جويتشي ياموتشي
جويتشي ياموتشي (باليابانية: 山内ゴイチ؛ مواليد 5 يناير 1993) هو مُقاتل فنون قتالية مختلطة برازيلي ياباني.

## وصلات خارجية
- جويتشي ياموتشي على موقع بيلاتور (الإنجليزية)
- جويتشي ياموتشي على موقع شيردوغ (الإنجليزية)
- جويتشي ياموتشي على موقع Tapology.com (الإنجليزية)
- جويتشي ياموتشي على موقع IMDb (الإنجليزية)